# Speleonectes tanumekes
Speleonectes tanumekes är en art av kräftdjur som beskrevs av Koenemann, Iliffe och van der Ham 2003. Arten ingår i släktet Speleonectes, och familjen Speleonectidae. Inga underarter finns listade i Catalogue of Life.